# Alvar Lunde
Per Alvar Lunde, född 30 juni 1913 i Göteborg, död 17 december 1979 i Vimmerby, var en svensk skolledare. Han var far till Pekka Lunde.
Lunde, som var son till ingenjör Emil Lunde och Amanda Söderlund, avlade studentexamen 1937 samt blev filosofie kandidat 1942 och filosofie magister i Uppsala 1946. Han innehade olika lärartjänster, blev adjunkt vid Karolinska läroverket i Örebro 1955, vid Norrtälje läroverk 1959, blev 1:e rektor i Vimmerby skolkommun och rektor vid Vimmerby samrealskola 1960 och skoldirektör i Vimmerby kommun vid kommunsammanslagningen 1971.